# Algérie, année zéro
Pour plus de détails, voir Fiche technique et Distribution.
Algérie, année zéro est un film français réalisé en 1962 par Marceline Loridan et Jean-Pierre Sergent, longtemps censuré en France et en Algérie, sorti en 1965 en Allemagne de l'Est.

## Synopsis
Les débuts de l'indépendance algérienne au cours de l'été 1962.

## Fiche technique
- Titre : Algérie, année zéro
- Réalisation : Marceline Loridan et Jean-Pierre Sergent
- Photographie : Bruno Muel
- Son : Jean-Pierre Mirouze
- Montage : Jean Ravel
- Production : Argos Films
- Pays de production :  France
- Genre : documentaire
- Durée : 40 minutes
- Date de sortie : Allemagne de l'Est - 1964 (festival de Leipzig)

## Distribution
- Maurice Garrel : voix

## Distinctions

### Récompense
- Grand Prix du festival international de Leipzig 1964[1]

### Sélections
- Cinéma du réel 2010
- Doclisboa International Film Festival 2022[2]